# Dendropsophus timbeba
Dendropsophus timbeba es una especie de anfibio anuro de la familia de ranas arbóreas Hylidae.
Se distribuye por el oeste y sudoeste de Brasil, sudeste de Perú y probablemente también en el noreste de Bolivia.